# 李文茂
李文茂（？—1858年），广东洪兵起义家、出生于廣東鶴山祿洞旺田村，粵劇名伶，以打武生為著名。平日仗義疏財，深得當地人民愛戴。
广东洪兵起义时。紅船粵劇班領袖李文茂和佛山三合會領袖陳開在佛山大帽山上豎起義旗，陳開為元帥，李文茂為副帥。李以戲班健兒為骨幹，編建文虎、猛虎、飛虎三軍，自己則穿上戲班中的蟒衫甲冑，以「拿龍、捉虎、劏羊、拜佛、上西天」為口號，喻以攻打石龍，虎門，廣州，佛山和廣西等地。咸豐五年（1855年）八月攻入潯州城，杀知府劉體舒等，建立大成國，改元洪德，改潯州為秀京，以潯州衙門為王府，並蓄髮易服，頒發制度，分官設守，開爐鑄錢，李文茂被封為「平靖王」。
咸豐六年（1856年）十一月，李文茂北上攻打柳州。當時柳州僅有3000守軍，終於在七年（1857年）三月失守。李文茂改柳州為龍城府，建平靖王府，設丞相將軍等職，並自鑄“平靖勝寶”錢幣，自成一統。李文茂，勤政愛民，驍勇善戰，深得民心，可是咸豐八年（1858年）於桂林一役中重傷，不久在慶遠的深山中逝世。大成國也於咸豐十一年（1861年）被清政府所滅。